# 彩季なお
彩季 なお（さえき なお）は日本のイラストレーター。東京都出身、埼玉県在住。主にアダルトゲームの原画やライトノベルのイラストなどを担当する。2011年までMOONSTONEに所属していた。

## 担当作品
アダルトゲーム
- いちゃぷり! 〜お嬢さまとイチャラブえっちな毎日〜（MOONSTONE Cherry）
- Angel Ring（MOONSTONE）
- Princess Evangile 〜プリンセス エヴァンジール〜（MOONSTONE）
- 恋式マニュアル （GLacé）

ライトノベル
- ギャルゲーマスター椎名（周防ツカサ、電撃文庫）
  - レトロゲームマスター渋沢（周防ツカサ、「電撃文庫MAGAZINE」連載）

CDジャケット
- 奇天烈イマジネーション-the Steeling Beauty-（the thief）

## 参考
- 彩季なお - Getchu.com：詳細検索